# Прометей
Промете́й (др.-греч. Προμηθεύς, дословно — «радетель», «предусмотрительный») — один из титанов в древнегреческой мифологии, защитник людей от произвола богов, царь скифов. Двоюродный брат Зевса. Сын титана Иапета и Климены (по Аполлодору — Асии, по Эсхилу — сын Фемиды-Геи, по Евфориону — сын Геры и титана Евримедонта). Брат Атланта, Менетия и Эпиметея. Супруг Гесионы, отец Девкалиона (по варианту — от Пандоры), Ио (согласно Истру).
Имя Прометей означает «мыслящий прежде», «предвидящий» (в противоположность имени его брата Эпиметея — «думающего после», «крепкого задним умом»). Его имя также могло возникнуть в греческом языке из-за неправильного прочтения санскритского слова प्रमन्थ (IAST: pramantha), то есть палочка для добывания огня, которую он якобы изобрёл.

## Мифология
Все искусства у людей от ПрометеяЭсхил, «Прометей», 506
Создание людей
Миф о создании Прометеем людей относится к поздней традиции (IV век до н. э.). Согласно Гесиоду, Прометей вылепил людей из земли, а Афина наделила их дыханием; в более детализированной версии, изложенной Проперцием, — вылепил людей из глины, смешав землю с водой (у Гесиода этого нет); создал он их смотрящими в небо подобно богам.
По другому мифу, Прометею и Эпиметею было поручено распределить способности между людьми и животными, уже созданными богами; люди остались беззащитными, так как Эпиметей израсходовал все способности к жизни на земле на животных. Выяснив это, Прометей похитил для людей огонь.
Обман Зевса в Меконе
Когда в Меконе встал вопрос о жертвоприношениях — какая часть животного должна доставаться богам, а какая — оставаться людям, разделанную тушу быка Прометей разделил, сложив в одну кучу съедобное мясо, которое скрыл шкурой и прикрыл дурнопахнущим желудком животного, а в другую — кости, прикрытые кусками жира, и затем предложил выбирать самому Зевсу. Тот обманулся, выбрав кости, из-за чего отнял у людей огонь. Именно тогда изменился порядок жертвоприношений богам: ранее животное сжигали целиком, теперь же — лишь кости. Прометею также приписывают первое убийство быка.
Похищение огня
По древнейшей версии мифа, Прометей похитил огонь у Гефеста, унёс с Олимпа и передал его людям. Он совершил это, скрыв искру в полом стебле тростника (нарфекс) и показал людям, как его сохранять, присыпая золой.
В истолковании, он изобрёл «огневые палочки», от которых загорается огонь.
В наказание Зевс направит людям первую женщину — Пандору.
По версии мифа, заполучить огонь Прометею помогла Афина.

## Наказание Прометея

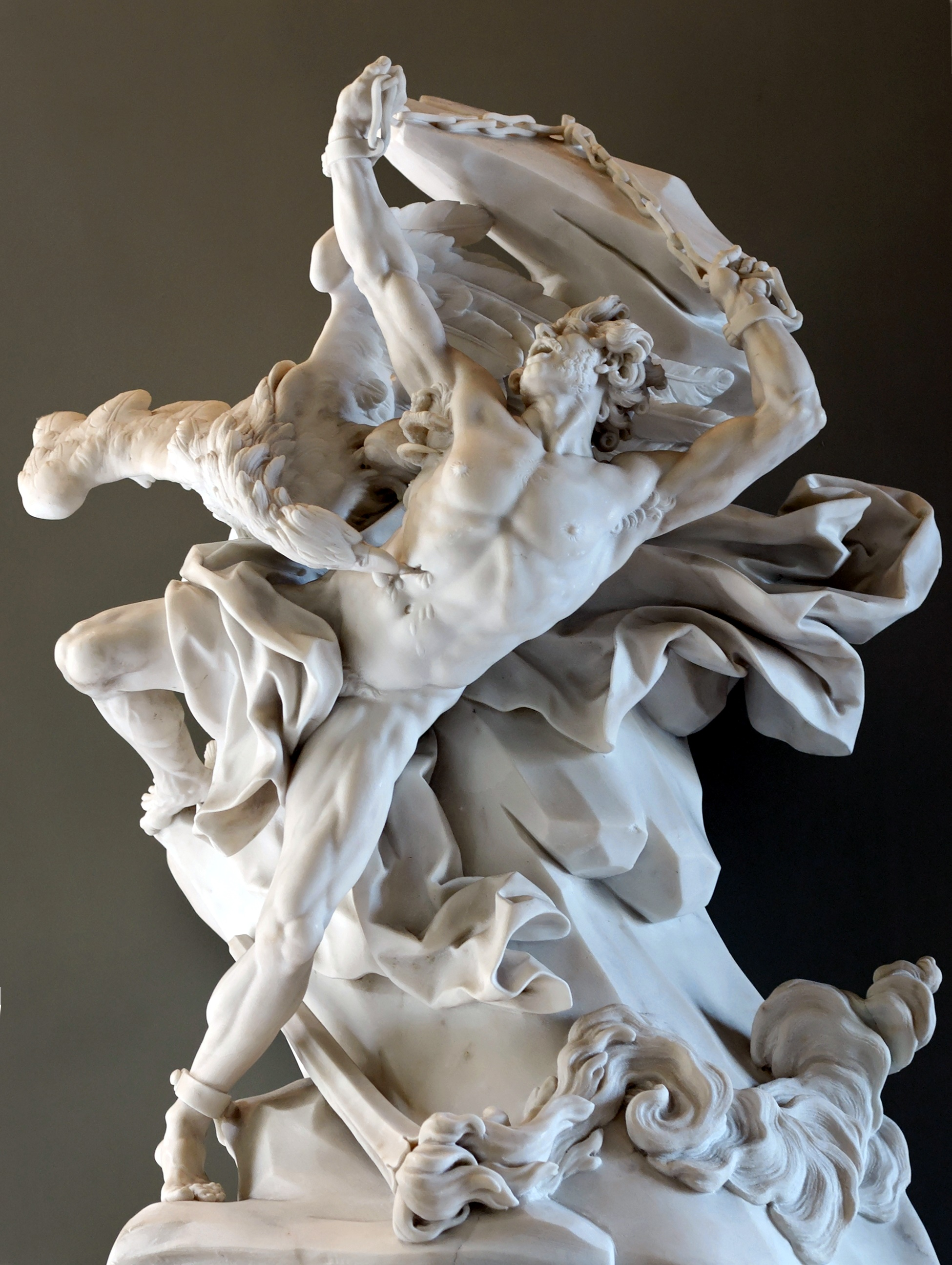

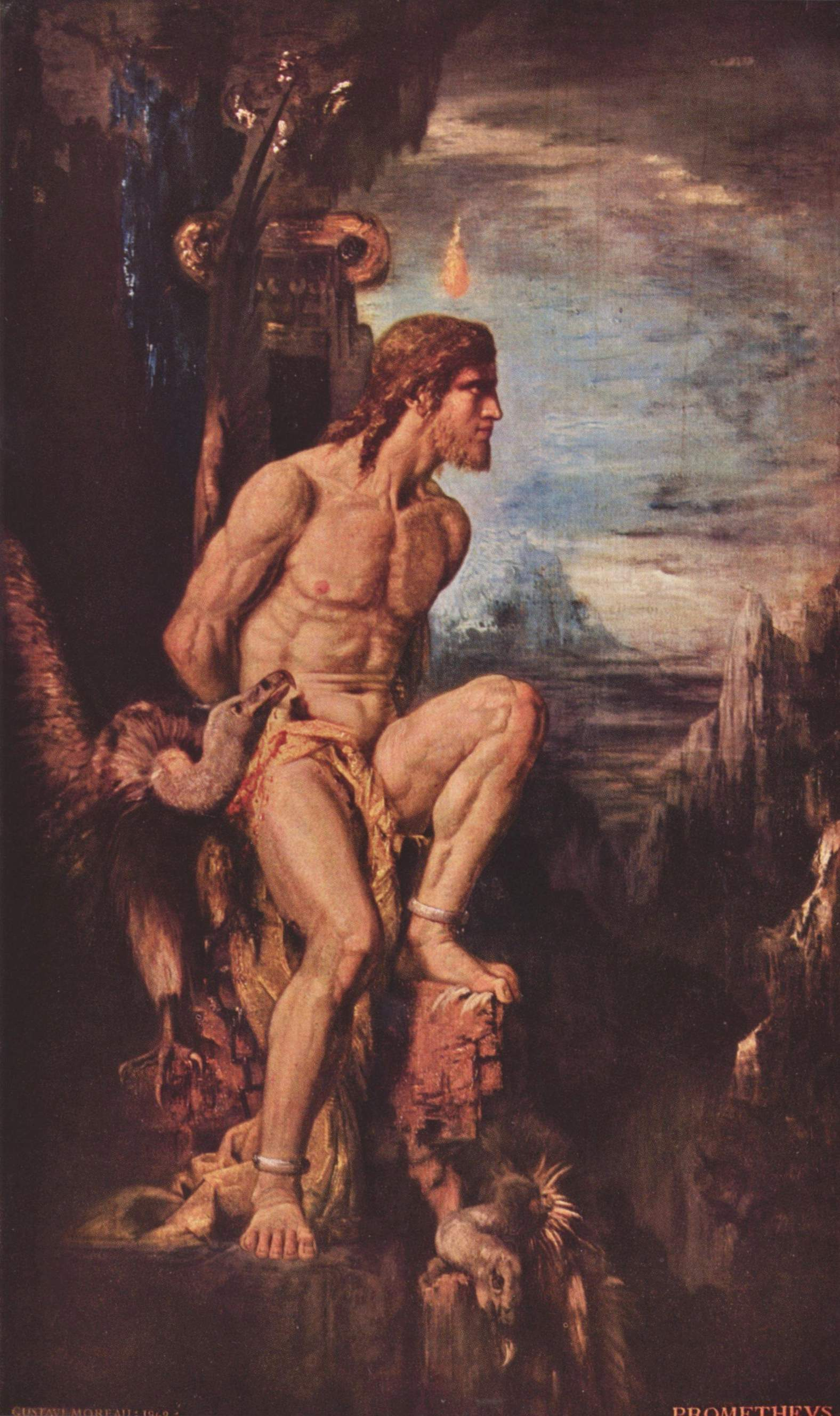

За похищение огня Зевс приказал Гефесту (либо Гермесу) приковать Прометея к скале Кавказских гор (в Колхиде); или в Скифии. Он был наказан за ослушание Зевсу.
Прикованный Прометей был обречён на непрекращающиеся мучения — вновь и вновь прилетавший орёл днём выклёвывал его печень, которая у него, бессмертного, за ночь снова отрастала. Эти муки должны были длиться в течение всего героического века, по различным античным источникам от нескольких столетий до 30 тысяч лет (по Эсхилу), пока Геракл для упрочения своей славы не убил стрелой орла и не освободил Прометея. Произошло это в 13 поколение от появления Ио у Прометея, незадолго до Троянской войны.
Прометей указал Гераклу дорогу к Гесперидам. В благодарность тот убил орла стрелой из лука и убедил Зевса унять гнев. Когда Зевс освободил Прометея, он оковал у него один палец камнем от скалы и железом, с тех пор люди носят кольца. С освобождением Прометея между ним и Зевсом происходит примирение, которое, по одному из мнений, означает торжество Прометея. Есть рассказ, как Прометей пытался подкупить Харона, но безуспешно[прояснить].

## Культ Прометея
Культ Прометея впервые утвердился в Греции на острове Лемнос. Согласно общеизвестной античной традиции, Прометей похитил огонь с горы этого острова Лемноса — Мосихла:

Это там утаен от смертных огонь,

И его-то похитил мудрец Прометей,

И за этот обман по воле Судьбы

Казнит его страшно Юпитер.— Эсхил. Прометей освобождённый
Его жертвенник в афинской Академии. Культ Прометея в Колоне. Могилы Прометея показывали в Аргосе и Опунте (хотя в Аргосе изобретателем огня считали Форонея). По некоторым данным, он стал созвездием Коленопреклонённого.
Люди установили сжигать на алтарях печень жертвенных животных, чтобы боги наслаждались их печенью вместо Прометеевой.

## В литературе и искусстве

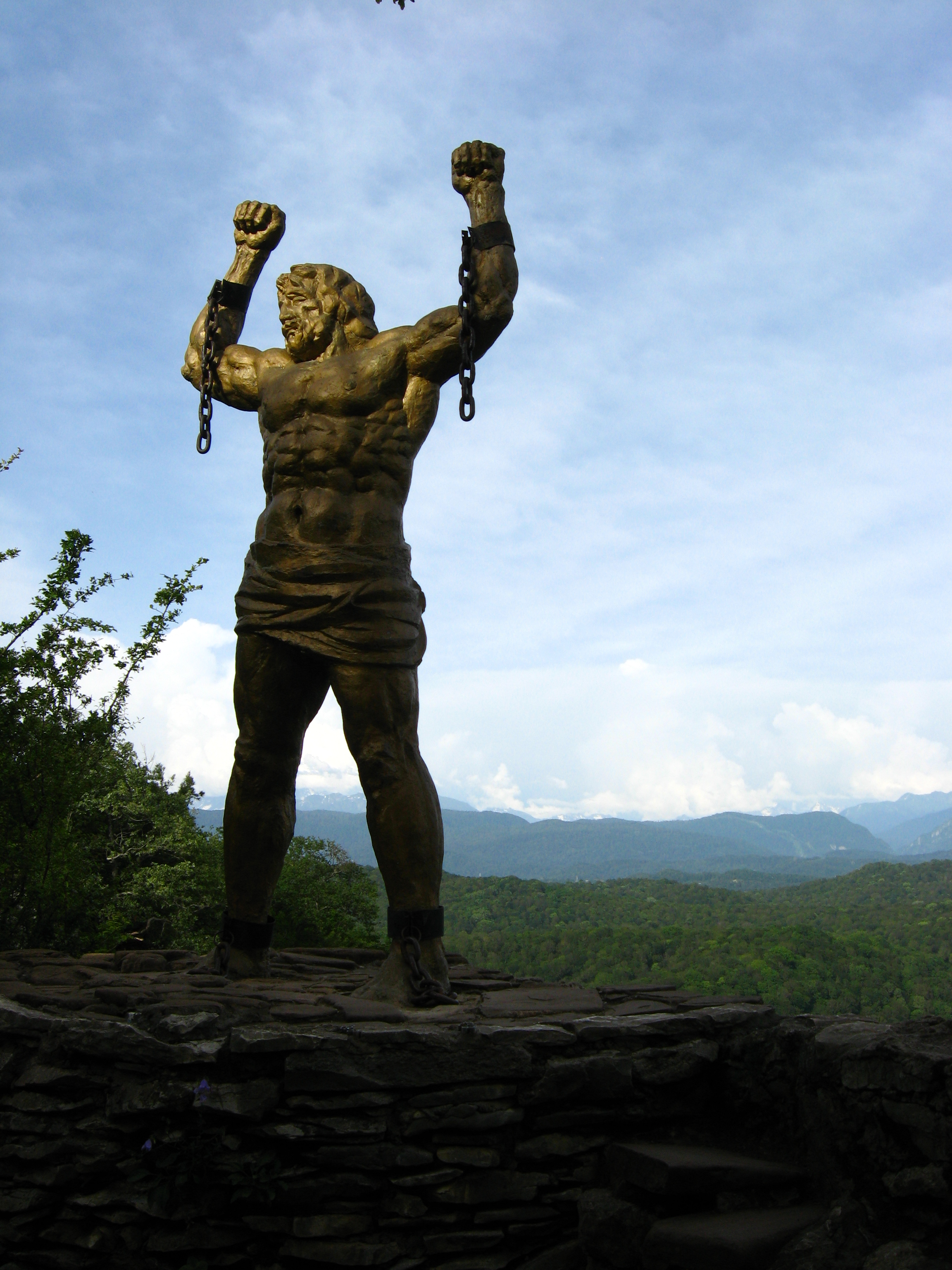
Статуя Прометея в Сочи

В трагедии Эсхила «Прометей прикованный» к мотиву похищения огня прибавилось изображение Прометея как первооткрывателя всех культурных благ, сделавших возможными достижения человеческой цивилизации: он научил людей строить жилища и добывать металлы, обрабатывать землю и плавать на кораблях, обучил их письму, счёту, наблюдению за звёздами и т. д. Казнимый за любовь к людям, Прометей Эсхила бросает смелый вызов Зевсу и готов, невзирая на страшные муки, отстаивать свою правоту.
Пример нам мощный завещал —

В отпоре стойком злобе дикой

И в твёрдости души великой,

Сломить которой не могли

Все грозы неба и земли.
Действующее лицо трагедий Эсхила «Прикованный Прометей», «Прометей освобождаемый» и «Прометей-огненосец», сатировской драмы «Прометей-огневозжигатель», пьесы неизвестного автора «Прометей», комедии Аристофана «Птицы», трагедии Акция «Прометей», комедии Антифана «Сотворение человека (Антропогония)». Упоминался в трагедии Софокла «Колхидянки» (фр. 340 Радт).
См. Платон. Протагор 321d (интерпретация мифа).
С преодолением средневековья и наступлением Ренессанса прометеевский сюжет начинает пользоваться большой популярностью. Гуманистическая традиция акцентировала чаще тему передачи божественного огня, который ассоциировался с высшим знанием, а не тему наказания титана.
Гуманистические черты образа бунтаря-мученика Прометея получили развитие в поэзии (Дж. Байрон, П. Б. Шелли, Н. П. Огарёв (Прометей), Т. Г. Шевченко, Готье (Прометей и другие), а также в музыке (Ф. Лист, А. Н. Скрябин и другие) и изобразительном искусстве (Тициан, Ф. Г. Гордеев и другие).
В произведениях Кальдерона (драма «Просвещение»), Гёте, Бетховена нашла отражение позднеантичная версия мифа о Прометее — создателе первых людей, вылепленных им из земли и наделённых сознанием.
Роман Мэри Шелли «Франкенштейн, или Современный Прометей» сравнивает Франкенштейна, оживившего искусственного человека, с Прометеем.
Гордая непримиримость изображённого у Эсхила богоборца Прометея дала основание К. Марксу назвать его «самым благородным святым и мучеником в философском календаре».
Роберт Антон Уилсон создал образ Прометея Восставшего в одноимённой книге, как символ самого фундаментального и радикального освобождения.
Подробное рассмотрение образа Прометея в мировой литературе см. в книге: Лосев А. Ф. Проблема символа и реалистическое искусство. М., 1976. Гл. 7 (с. 226—297).
В Рокфеллеровском центре в Нью-Йорке расположена статуя Прометея, выполненная американским скульптором Полом Маншипом из бронзы и покрытая позолотой (см. фото).
В Каменском статуя Прометея была установлена в 1923 году, впоследствии он стал символом города.
В «Хипхопере: Орфей & Эвридика» Noize MC Прометей — многократный победитель Олимпийского баттла, лавры которого в итоге забирает Орфей.
Монумент «Дружба детей мира» известная как «Прометей» — скульптура созданная Эрнстом Неизвестным, монумент заложен в 1962 году детьми из 83 стран и установлен в 1967 году в «Морском» лагере Артека, Гурзуф, Ялта, Крым.
|  |  | Прометей | Прометей | Прометей | Прометей | Прометей | Прометей |     |     | Климена   | Климена   | Климена   | Климена   | Климена   | Климена   |      |      | Эпиметей | Эпиметей | Эпиметей | Эпиметей | Эпиметей | Эпиметей |     |     | Пандора | Пандора | Пандора | Пандора | Пандора | Пандора |  |  |  |  |  |  |  |  |  |  |
|  |  | Прометей | Прометей | Прометей | Прометей | Прометей | Прометей |     |     | Климена   | Климена   | Климена   | Климена   | Климена   | Климена   |      |      | Эпиметей | Эпиметей | Эпиметей | Эпиметей | Эпиметей | Эпиметей |     |     | Пандора | Пандора | Пандора | Пандора | Пандора | Пандора |  |  |  |  |  |  |  |  |  |  |
|  |  |          |          |          |          |          |          |     |     |           |           |           |           |           |           |      |      |          |          |          |          |          |          |     |     |         |         |         |         |         |         |  |  |  |  |  |  |  |  |  |  |
|  |  |          |          |          |          |          |          |     |     |           |           |           |           |           |           |      |      |          |          |          |          |          |          |     |     |         |         |         |         |         |         |  |  |  |  |  |  |  |  |  |  |
|  |  |          |          |          |          |          |          |     |     | Девкалион | Девкалион | Девкалион | Девкалион | Девкалион | Девкалион |      |      | Пирра    | Пирра    | Пирра    | Пирра    | Пирра    | Пирра    |     |     |         |         |         |         |         |         |  |  |  |  |  |  |  |  |  |  |
|  |  |          |          |          |          |          |          |     |     | Девкалион | Девкалион | Девкалион | Девкалион | Девкалион | Девкалион |      |      | Пирра    | Пирра    | Пирра    | Пирра    | Пирра    | Пирра    |     |     |         |         |         |         |         |         |  |  |  |  |  |  |  |  |  |  |
|  |  |          |          |          |          |          |          |     |     |           |           |           |           |           |           |      |      |          |          |          |          |          |          |     |     |         |         |         |         |         |         |  |  |  |  |  |  |  |  |  |  |
|  |  |          |          |          |          |          |          |     |     |           |           |           |           | Эллин     |           |      |      |          |          |          |          |          |          |     |     |         |         |         |         |         |         |  |  |  |  |  |  |  |  |  |  |
|  |  |          |          |          |          |          |          |     |     |           |           |           |           |           |           |      |      |          |          |          |          |          |          |     |     |         |         |         |         |         |         |  |  |  |  |  |  |  |  |  |  |
|  |  |          |          |          |          |          |          |     |     |           |           |           |           |           |           |      |      |          |          |          |          |          |          |     |     |         |         |         |         |         |         |  |  |  |  |  |  |  |  |  |  |
|  |  |          |          |          |          | Дор      | Дор      | Дор | Дор | Дор       | Дор       |           |           | Ксуф      | Ксуф      | Ксуф | Ксуф | Ксуф     | Ксуф     |          |          | Эол      | Эол      | Эол | Эол | Эол     | Эол     |         |         |         |         |  |  |  |  |  |  |  |  |  |  |
|  |  |          |          |          |          | Дор      | Дор      | Дор | Дор | Дор       | Дор       |           |           | Ксуф      | Ксуф      | Ксуф | Ксуф | Ксуф     | Ксуф     |          |          | Эол      | Эол      | Эол | Эол | Эол     | Эол     |         |         |         |         |  |  |  |  |  |  |  |  |  |  |
|  |  |          |          |          |          |          |          |     |     |           |           |           |           |           |           |      |      |          |          |          |          |          |          |     |     |         |         |         |         |         |         |  |  |  |  |  |  |  |  |  |  |
|  |  |          |          |          |          |          |          |     |     | Ахей      | Ахей      | Ахей      | Ахей      | Ахей      | Ахей      |      |      | Ион      | Ион      | Ион      | Ион      | Ион      | Ион      |     |     |         |         |         |         |         |         |  |  |  |  |  |  |  |  |  |  |

## Комментарии
1. ↑  Этот тростник имеет внутренность, заполненную белой мякотью, которая может гореть как фитиль (Примечания В. Г. Боруховича в кн. Аполлодор. Мифологическая библиотека. Л., 1972. С. 133; Комментарий Д. О. Торшилова в кн. Гигин. Мифы. СПб, 2000. С. 176)
2. ↑  На прощание Гефест (либо Гермес) сказал ему: «Люди будут помнить тебя». Схолии к Аполлонию Родосскому. Аргонавтика II 1249 // Вестник древней истории. 1947. № 3. С. 291.
3. ↑  Олицетворявшую средоточие жизни в человеческом организме согласно гомеровским представлениям.